# James Thompson (MMA)
Pour les articles homonymes, voir James Thompson et Thompson.
James Thompson, né le 16 décembre 1978, est un pratiquant britannique d'arts martiaux mixtes (MMA) surnommé The Colossus. En mars 2012, lors de sa victoire au 1er round contre Bob Sapp en Super Fight League, James est pesé à 141,1 kg

## Palmarès arts martiaux mixtes
22 combats dont: 14 victoires et 8 défaites.
Victoires :
- 9 (T)KO's (64,29 %)
- 4 soumissions (28,57 %)
- 1 décision (7,14 %)

Défaites :
- 6 (T)KO's (85,71 %)
- 2 soumission (14,29 %)

| 22 combats: 14 victoires (9 (T)KO's, 4 soumissions, 1 décision), 8 défaites (6 (T)KO's, 2 soumission). |          |                         |                                    |                                             |       |       |
| Date                                                                                                   | Résultat | Adversaire              | Nom de l'évènement                 | Méthode                                     | Round | Temps |
| 05/31/2008                                                                                             | Défaite  | Kimbo Slice             | EliteXC                            | KO (Arrêt de l'arbitre)                     | 3     | 1:36  |
| 14/07/2007                                                                                             | Défaite  | Neil Grove              | CR 22 - Hard as Hell               | KO (Coups de poing)                         | 1     | 0:10  |
| 08/04/2007                                                                                             | Victoire | Don Frye                | PRIDE 34 - Kamikaze                | TKO (Coups de poing)                        | 1     | 6:23  |
| 10/02/2007                                                                                             | Défaite  | Eric Esch               | CR 20 - Born 2 Fight               | KO                                          | 1     | 0:43  |
| 31/12/2006                                                                                             | Victoire | Hidehiko Yoshida        | PRIDE - Shockwave 2006             | TKO (Strikes)                               | 1     | 7:50  |
| 12/11/2006                                                                                             | Défaite  | Jon Olav Einemo         | 2H2H - Pride & Honor               | Soumission (Clé de bras)                    |       |       |
| 01/07/2006                                                                                             | Défaite  | Rob Broughton           | CR 17 - Ultimate Challenge         | TKO                                         | 3     |       |
| 05/05/2006                                                                                             | Défaite  | Kazuyuki Fujita         | PRIDE - Total Elimination Absolute | KO (Coup de poing)                          | 1     | 8:25  |
| 31/12/2005                                                                                             | Victoire | Paulo Cesar Silva       | PRIDE - Shockwave 2005             | TKO (Strikes)                               | 1     | 1:28  |
| 23/10/2005                                                                                             | Victoire | Alexandru Lungu         | PRIDE 30 - Fully Loaded            | TKO (Coups de poing)                        | 1     | 2:13  |
| 10/09/2005                                                                                             | Victoire | Andy Costello           | CR 13 - No Fear                    | TKO (Strikes)                               | 1     | 2:33  |
| 30/07/2005                                                                                             | Victoire | Autimio Antonia         | UD 2 - Urban Destruction 2         | KO                                          | 1     |       |
| 17/07/2005                                                                                             | Victoire | Henry "Sentoryu" Miller | PRIDE - Bushido 8                  | KO (Coup de poing)                          | 1     | 1:21  |
| 04/10/2005                                                                                             | Victoire | Nikolajus Cilkinas      | UD 1 - Urban Destruction 1         | TKO                                         | 1     |       |
| 31/10/2004                                                                                             | Défaite  | Aleksander Emelianenko  | PRIDE 28 - High Octane             | KO                                          | 1     | 0:11  |
| 12/09/2004                                                                                             | Victoire | Dan Severn              | UC 11 - Wrath of the Beast         | Décision (Unanime)                          | 5     | 5:00  |
| 20/06/2004                                                                                             | Défaite  | Tengiz Tedoradze        | UC 10 - Ultimate Combat X          | TKO (Abandon par les entraîneurs)           | 2     | 5:00  |
| 28/03/2004                                                                                             | Victoire | Aaron Marsa             | UC 9 - Rebellion                   | Soumission (Strikes)                        | 1     | 0:20  |
| 30/11/2003                                                                                             | Victoire | Marc Goddard            | UC 8 - Retribution                 | KO                                          | 1     | 0:18  |
| 06/09/2003                                                                                             | Victoire | Richie Cranny           | UC 7 - World Domination            | Soumission (Étranglement)                   | 1     | 1:34  |
| 14/06/2003                                                                                             | Victoire | Marc Goddard            | UC 6 - Battle in the Cage          | Soumission (Strikes)                        | 2     |       |
| 25/01/2003                                                                                             | Victoire | Will Elworthy           | G&P 2 - Ground & Pound 2           | Soumission (Étranglement avec l'avant-bras) | 1     | 4:22  |